# Паком, Шарль
Шарль Бенони Луи Паком (фр. Charles Bénoni Louis Pacôme; 5 ноября 1902, Берг, департамент Нор, Франция — 1 октября 1978, Васкеаль, департамент Нор, Франция) — французский борец вольного стиля, чемпион Олимпийских игр, призёр чемпионата Европы.

## Биография
Шарль Паком родился в семье чемпиона Франции Бенони Пакома.
На Летних Олимпийских играх 1928 года в Амстердаме боролся в весовой категории до 66 килограммов (лёгкий вес). Турнир в вольной борьбе проводился по системе с выбыванием из борьбы за чемпионский титул после поражения, с дальнейшими схватками за второе и третье места. Схватка продолжалась 20 минут и если победитель не выявлялся в это время, назначался дополнительный 6-минутный раунд борьбы в партере. В категории боролись 11 спортсменов. Проиграв в полуфинале эстонцу Освальду Кяппу, победил в схватках за второе место.
| Круг                      | Соперник                | Страна         | Результат | Основание | Время схватки |
| ------------------------- | ----------------------- | -------------- | --------- | --------- | ------------- |
| 1                         | -                       | -              | -         | -         | -             |
| 2                         | Гарольд Сансум          | Великобритания | Победа    | По очкам  | -             |
| Четвертьфинал             | Эйно Лейно              | Финляндия      | Победа    | По очкам  | -             |
| Полуфинал                 | Освальд Кяпп            | Эстония        | Поражение | По очкам  | -             |
| Полуфинал за второе место | Карло Тесдорф Йоргенсен | Дания          | Победа    | По очкам  | -             |
| Финал за второе место     | Биргер Нильсен          | Дания          | Победа    | По очкам  | -             |

В 1931 году остался третьим на чемпионате Европы
На Летних Олимпийских играх 1932 года в Лос-Анджелесе выступал в категории до 66 килограммов (лёгкий вес); титул оспаривали 8 человек. Выбывание из турнира проходило по мере накопления штрафных баллов. Схватку судили трое судей, за чистую победу штрафные баллы не начислялись, за победу решением судей при любом соотношении голосов начислялся 1 штрафной балл, за проигрыш решением 2-1 начислялись 2 штрафных балла, проигрыш решением 3-0 и чистый проигрыш карался 3 штрафными баллами.
Победив во всех схватках, по результатам подсчёта очков Шарль Паком стал олимпийским чемпионом.
| Круг  | Соперник       | Страна  | Результат | Основание                | Время схватки |
| ----- | -------------- | ------- | --------- | ------------------------ | ------------- |
| 1     | Освальд Кяпп   | Эстония | Победа    | 3-0 (1 штрафной балл)    | -             |
| 2     | Эйтаро Судзуки | Япония  | Победа    | Туше (0 штрафных баллов) | 3:44          |
| 3     | -              | -       | -         | -                        | -             |
| 4     | Густаф Кларен  | Швеция  | Победа    | 3-0 (1 штрафной балл)    | -             |
| Финал | Карой Карпати  | Венгрия | Победа    | 3-0 (1 штрафной балл)    | -             |

Жил в городе Авен провинции Нор — Па-де-Кале, но много времени проводил в Лилле. По окончании карьеры сменил своего отца в должности президента клуба борьбы Лилля. По профессии Шарль Паком был адвокатом. Увлекался музыкой, профессионально играл на скрипке, выступал первой скрипкой в консерватории Лилля.. Во время Второй мировой войны участвовал в боевых действиях в должности санинструктора, во время оккупации Франции состоял в членах Organisation civile et militaire, подпольного формирования, которая осуществляла помощь беженцам и военнопленным.
Умер в 1978 году, похоронен в восточной части кладбища Лилля. Имя борца носит спортивный зал в Лилле.